# Domingo Rodríguez (militar)
Domingo Rodríguez fue un militar que participó de los enfrentamientos que tuvieron lugar en el norte argentino en el marco de la guerra civil durante los años 1839 y 1840. 

## Biografía
Domingo Rodríguez nació en España pero de pequeño arribó a Buenos Aires. Aunque no se sabe con certeza si se trata de la misma persona, puede haber actuado como alférez en el Regimiento de Dragones de Buenos Aires entre 1814 y 1815.
En 1826 fue designado comandante de frontera en la provincia de Santiago del Estero. El general Ramón A.Deheza lo designó en noviembre de 1830 comandante del Fuerte de Abipones, cargo en el que fue luego confirmado por el gobernador Juan Felipe Ibarra.
En el marco del Bloqueo francés al Río de la Plata se promovieron en toda la Confederación Argentina numerosos movimientos revolucionarios. A comienzos de 1839, el caudillo colorado uruguayo Fructuoso Rivera promovió un levantamiento contra el nuevo gobernador rosista de la provincia de Santa Fe Juan Pablo López que estalló el 11 de febrero cuando Santiago Oroño se alzó en armas en Coronda. 

El movimiento fracasó rápidamente, pero el 14 de febrero el comandante José Manuel Salas iniciaba otro en la localidad cordobesa de El Tío. Unido a Oroño, fue forzado por las fuerzas del gobernador de Córdoba Manuel López a huir a Santiago del Estero, donde fue auxiliado por el comandante del fuerte de Abipones, Domingo Rodríguez.
Formada la Liga del Norte, Ibarra, que hasta el momento había mantenido una posición ambivalente, se decantó por apoyar a Rosas y le dio órdenes de movilizar a un contingente de abipones. Sin embargo, Rodríguez mantenía su adhesión a la Liga y en combinación con los capitanes Ramón Roldán, Mariano Cáceres y Santiago Herrera depusieron al gobernador el 25 de septiembre de 1840. Rodríguez se hizo cargo de la gobernación pero tras delegar el mando en el juez Pedro de Unzaga el día 26 se puso al frente de las tropas para marchar en apoyo de la Liga.
El 27 se produjo un nuevo pronunciamiento en el campamento de Rodríguez que repuso en el mando a Ibarra, forzándolo a huir a la provincia de Tucumán, pasando luego a la provincia de Salta.
En octubre de 1844 Ibarra solicitó su captura al gobernador de Salta, Manuel Antonio Saravia en consideración a la "enormidad de crímenes cometidos por éste en Santiago". El 1 de febrero de 1845 fue apresado y enviado a Santiago del Estero, siendo ejecutado en El Bracho.